# Zehner
Zehner est une communauté non incorporée du Saskatchewan au Canada.
Elle est située au nord de Regina, la capitale de la province.
Un bureau de poste y a été établi en 1901.
C'est le siège administratif de la nation indienne Piapot.